# Quintette du Hot Club de France

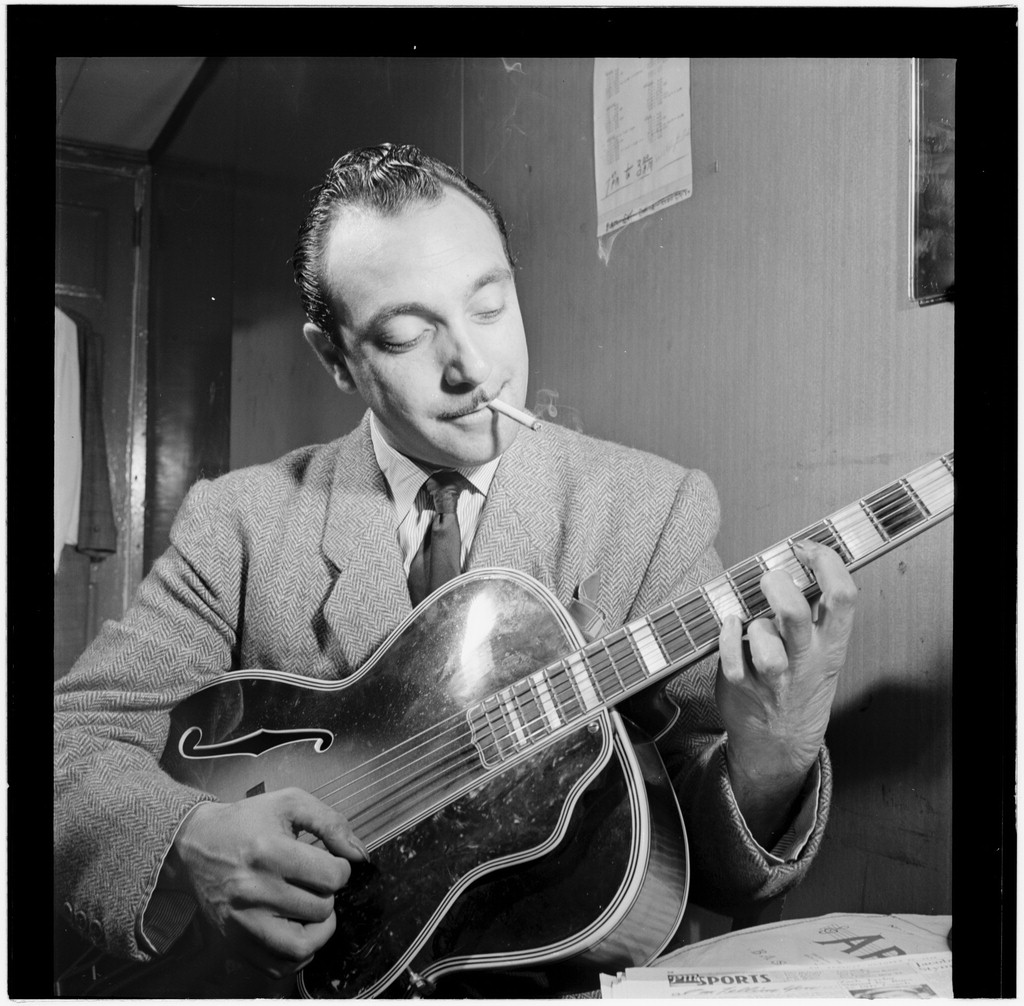
Django Reinhardt

Quintette du Hot Club de France was een jazzgroep opgericht in Frankrijk in 1934 door gitarist Django Reinhardt en violist Stéphane Grappelli, die in een of andere vorm actief bleef tot 1948. De stijl waarin de groep speelde kreeg veel navolging en draagt nu dezelfde naam: Hot Club de France- stijl of gipsyjazz.
Als een van de oudste en belangrijkste jazzgroepen van Europa werd het Quintette door criticus Thom Jurek beschreven als "een van de meest originele bands in de geschiedenis van de jazz." In hun bekendste opstelling speelden de volgende muzikanten mee: leadgitarist Django Reinhardt, violist Stéphane Grappelli, bassist Louis Vola, en ritmegitaristen Roger Chaput en Joseph Reinhardt (Django's broer) die de sound van het ensemble aanvulden met onregelmatige percussieve effecten.

## Geschiedenis

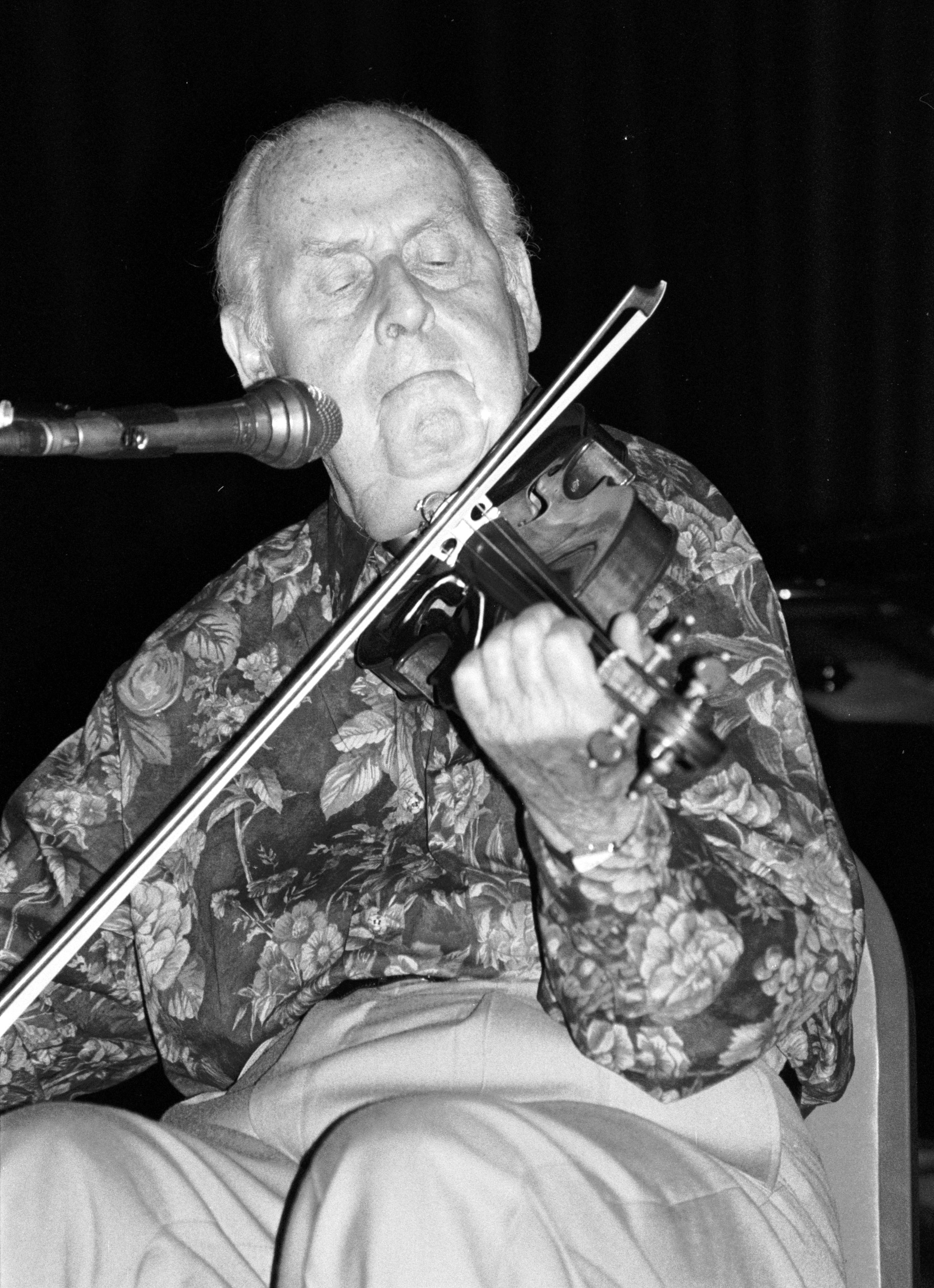
Stéphane Grappelli in 1991

Er worden verschillende versies verteld van de wijze waarop de band werd gevormd. De meest algemeen aanvaarde versie onder moderne-jazzhistorici is dat de groep is geëvolueerd uit een reeks backstage jamsessies met Django Reinhardt en Stéphane Grappelli. Bassist Louis Vola zei dan weer in een interview dat hij de Reinhardt broers op een strand aantrof in Toulon terwijl ze zaten te spelen. Hij zou hen uitgenodigd hebben om te jammen met zijn eigen band, waarin Grappelli en gitarist Roger Chaput speelden.
Na een serie informele jamsessies in het Hotel Claridge, drongen concert initiatiefnemers Pierre Nourry en Charles Delauney (leiders van de "Hot Club de France", een maatschappij die opgericht was voor de waardering van de jazz) aan op de vorming van een fulltime groep. Met de toevoeging van Reinhardts broer Joseph op tweede ritmegitaar, populariseerde het kwintet snel deze zigeunerjazzstijl. Een reeks Europese tournees was zeer succesvol, en de groep werd bijzonder populair in het Verenigd Koninkrijk. Verschillende bassisten en ritmegitaristen roteerden in en uit de groep, met Django en Grappelli als constante leden.
Terwijl het kwintet in 1939 optrad in Engeland, brak in september de Tweede Wereldoorlog uit. Reinhardt, die geen woord Engels sprak, vloog onmiddellijk terug naar Frankrijk, waar hij zich veiliger voelde dan in het Verenigd Koninkrijk. Grappelli bleef in Engeland.
Django bleef verder gebruikmaken van de naam van het kwintet dat nu een andere bezetting kreeg met Hubert Rostaing als de eerste van verscheidene klarinettisten, en een meer conventionele ritmesectie bestaande uit drums, bas en een ritmegitaar gespeeld door de zoon van Lousson, Django Reinhardt of door zijn broer Joseph. Deze versie van het kwintet bestond vaak uit zes in plaats van vijf spelers en werd gewoonlijk aangekondigd als "Django et le Quintette du Hot Club de France", of soms als Django's "Nouveau Quintette". Door de oorlog was er een tekort aan materiaal, zodat deze versie van het kwintet niet zo veel opnames uitbracht. Wel zag Django's eerste opname van zijn compositie "Nuages" het daglicht, die later een jazzstandard zou worden.
Na de oorlog, in 1946, kwamen Grappelli en Django opnieuw samen en het kwintet werd zoals vroeger weer samengesteld met uitsluitend snaarinstrumenten. Net als voordien wisselde de samenstelling regelmatig en passeerde een aantal ritmegitaristen en bassisten de revue. Het kwintet zou blijven optreden en plaatopnames maken tot ongeveer 1948.